# Приключенията на Котарака Леополд
„Приключенията на Котарака Леополд“ (на руски „Приключения Кота Леопольда“) е руски сериен анимационен филм рисуван в Союзмультфильм и сниман в ТO Экран. Филмира се от 1975 година до 1987 година. Главният герой е котаракът Леополд, който винаги има проблеми с две мишки. Най-известната реплика на Леополд е „Ребята, давайте жить дружно!“ (Момчета, хайде да живеем дружно!), а на мишките е "Леопольд, выходи, подлый трус!" (Леополд, излизай, подъл страхливец такъв!)
През 1985 г. авторската група на анимационния сериал получава Държавната награда на СССР.

## Серии
1. 1975 — „Отмъщението на котарака Леополд“ („Месть кота Леопольда“).
2. 1975 — „Леополд и златната рибка“ („Леопольд и золотая рыбка“).
3. 1981 — „Съкровището на котарака Леополд“ („Клад кота Леопольда“).
4. 1981 — „Телевизорът на котарака Леополд“ („Телевизор кота Леопольда“).
5. 1982 — „Разходката на котарака Леополд“ („Прогулка кота Леопольда“).
6. 1982 — „Рожденият ден на Леополд“ („День рождения Леопольда“).
7. 1983 — „Лятото на котарака Леополд“ („Лето кота Леопольда“).
8. 1984 — „Котаракът Леополд насън и наяве“ („Кот Леопольд во сне и наяву“).
9. 1984 — „Интервю с котарака Леополд“ („Интервью с котом Леопольдом“)
10. 1986 — „Поликлиниката на котарака Леополд“ („Поликлиника кота Леопольда“).
11. 1987 — „Автомобилът на котарака Леополд“ („Автомобиль кота Леопольда“).

## В България
В България сериалът се излъчва по Първа програма на БТ през 80-те години на миналия век с дублаж.
По-късно е издаден на DVD от „А Дизайн“ през 2007 г. Дублажът е на „Андарта Студио“. Ролите се озвучават от Юлия Станчева, Николай Пърлев и Тодор Георгиев.